# Winter～Winter Rose/Duet -winter ver.-～
《Winter～Winter Rose/Duet -winter ver.-～》是韩国男子团体東方神起在日本发行的第33张单曲。于2011年11月30日由avex trax公司发行。

## 概要
单曲分为「CD+DVD」「只CD」「Bigeast盤」三种版本发行，距离上张单曲发行约4个月，是组合2011年发行的第3张单曲，也是组合首张冬日抒情单曲。附属DVD中收录了《Duet》的MV与MV的拍摄过程（只在初回限定盘中收录）。
初回限定版本封入特典是封面大小的卡片（6种中随机封入1种）。“只CD”版本有12页豪华手册同捆封入。

## 收录歌曲

### CD
1. 《Winter Rose》[4:48]
  - 作詞：Goro Matsui（日语：松井五郎）、作曲：Erik Lidbom（日语：Erik Lidbom）、Jeff Miyahara（日语：Jeff Miyahara）、編曲：Erik Lidbom
2. 《Duet -winter ver.-》 [5:37]
  - 作詞、作曲、編曲：Shinjiroh Inoue（日语：井上慎二郎）

第五张原创专辑《TONE》中收录歌曲的另一个版本。
3. 《Winter Rose》 -reversible ver.- [4:49]
4. 《Winter Rose》 -Less Vocal- [4:48]
5. 《Duet -winter ver.-》 -Less Vocal- [5:37]
6. 《Duet -winter ver.-》 -Member Chorus ver.- [5:35]

### CD+DVD
CD
1. 《Winter Rose》
2. 《Duet -winter ver.-》
3. 《Winter Rose》 -Less Vocal-
4. 《Duet》 -winter ver.- -Less Vocal-

DVD
1. 《Duet》 -Video Clip-
2. 《Duet》 -Video Clip-（Member Version）
3. 《Duet》Off Shot Movie（只初回限定盤有收录）

### Bigeast盤
- CD与[CD+DVD]版同内容。